# هستینگز، هایلندز
هستینگز (به انگلیسی: Hastings Highlands) یک منطقهٔ مسکونی در کانادا است که در انتاریو واقع شده‌است. هستینگز ۴٬۰۷۸ نفر جمعیت دارد.